# St. Finbarr's GAA
Il St. Finbarr's National Hurling and Football Club è un club della Gaelic Athletic Association, situato a Togher, contea di Cork, Irlanda. 
Il club è l'unico del panorama nazionale ad avere vinto sia l'All-Ireland Senior Club Football Championship e l'All-Ireland Senior Club Hurling Championship, vale a dire i più importanti tornei di calcio gaelico ed hurling per squadre di club.

## Hurling

### Albo d'oro
- All-Ireland Senior Club Hurling Championships: 2
  - 1975, 1978
- Munster Senior Club Hurling Championships: 4
  - 1968, 1974, 1977, 1980
- Cork Senior Hurling Championships: 25
  - 1899, 1904, 1906, 1919, 1922, 1923, 1926, 1932, 1933, 1942, 1943, 1946, 1947, 1955, 1965, 1968, 1974, 1977, 1980, 1981, 1982, 1984, 1988, 1993
- Cork Minor Hurling Championships: 14
  - 1909, 1939, 1940, 1941, 1947, 1948, 1975, 1980, 1986, 1990, 1991, 1992, 1993, 1997
- Cork Under-21 Hurling Championships: 5
  - 1985, 1990, 1991, 1992, 1994

## Football

### Albo d'oro
- All-Ireland Senior Club Football Championships: 3
  - 1980, 1981, 1987
- Munster Senior Club Football Championships: 4
  - 1979, 1980, 1982, 1986
- Cork Senior Football Championships: 8
  - 1956, 1957, 1959, 1976, 1979, 1980, 1982, 1985